# ماریو کاپکی
ماریو رناتو کاپکی (به انگلیسی: Mario Renato Capecchi) متولد سال ۱۹۳۷ در شهر ورونا ایتالیا، متخصص ژنتیک مولکولی و برنده جایزه نوبل پزشکی در سال ۲۰۰۷ برای کشف روشی برای ایجاد موش‌هایی که در آنها یک ژن خاص خاموش می‌شود (معروف به موش‌های حذفی) است.
وی استاد ژنتیک انسانی و زیست‌شناسی در دانشکده پزشکی دانشگاه یوتا در آمریکا است.

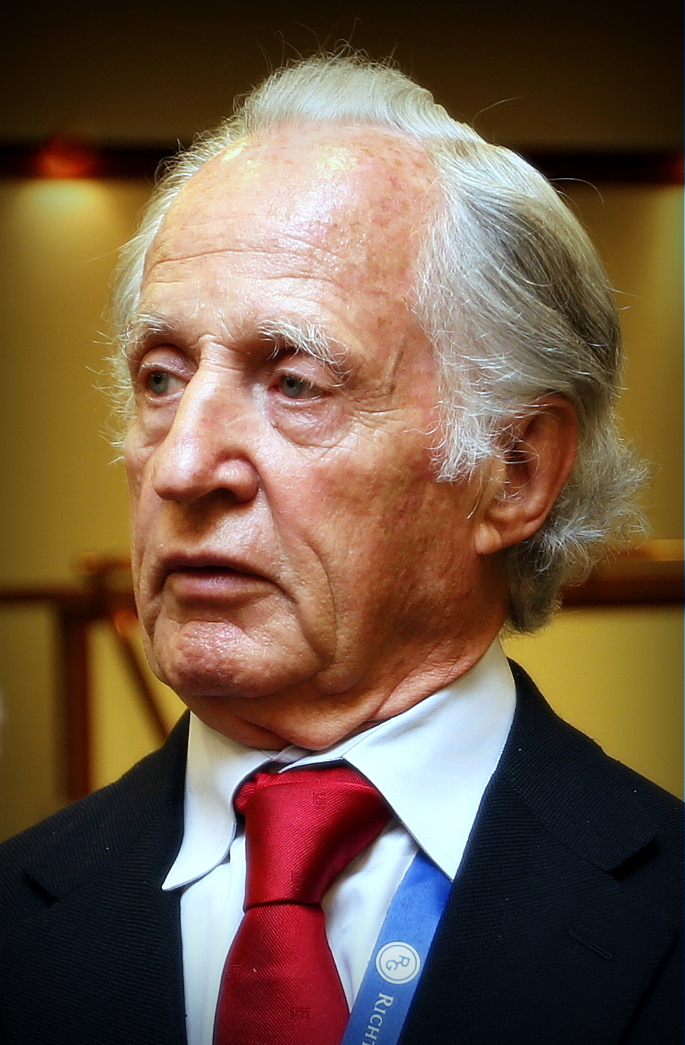
در سال ۲۰۱۳